# Слатина (Ловецька область)
Сла́тина (болг. Слатина) — село в Ловецькій області Болгарії. Входить до складу общини Ловеч.

## Населення
За даними перепису населення 2011 року у селі проживали 778 осіб.
Національний склад населення села:
| Національність   | Кількість осіб | Відсоток |
| ---------------- | -------------- | -------- |
| болгари          | 534            | 95,7%    |
| турки            | 19             | 3,4%     |
| Всього відповіли | 558            |          |

Розподіл населення за віком у 2011 році:
Динаміка населення: